# هيلين بادجلي
هيلين ميشكا (بالإنجليزية: Helen Badgley)‏ (1 ديسمبر 1908 - 25 أكتوبر 1977) ممثلة أمريكية طفلة من عصر السينما الصامتة بدأت التمثيل في عام 1911 واعتزلت عام 1917 .

## روابط خارجية
- هيلين بادجلي على موقع IMDb (الإنجليزية)
- هيلين بادجلي على موقع قاعدة بيانات الفيلم (الإنجليزية)
- هيلين بادجلي على موقع كينوبويسك (الروسية)
- http://www.thanhouser.org/tcocd/Biography_Files/6vuuvc.htm